# Károly Bajkó
Károly Bajkó (Békés, Hungría, 1 de agosto de 1944-Budapest, 9 de junio de 1997) fue un deportista húngaro especialista en lucha grecorromana donde llegó a ser medallista de bronce olímpico en México 1968 y Múnich 1972.

## Carrera deportiva
En los Juegos Olímpicos de 1968 celebrados en México ganó la medalla de bronce en lucha grecorromana estilo peso wélter, tras el luchador alemán Rudolf Vesper (oro) y el francés Daniel Robin (plata). Cuatro años después, en las Olimpiadas de Múnich 1972 volvió a ganar el bronce, en la modalidad de 90 kg.